# Blockbuster LLC
Blockbuster LLC (anteriormente Blockbuster Inc., Blockbuster Entertaiment Inc. e Blockbuster Entertaiment Company) (no Brasil como BWU Vídeo S.A.), também conhecida como Blockbuster Video ou simplesmente Blockbuster, foi a maior rede de Locadora de vídeos de filmes e videogames no mundo. Sua sede ficava na cidade de Englewood, Colorado nos Estados Unidos. Em 2011, foi vendida para a DISH Network após falência. No Brasil, a marca estava licenciada para a Lojas Americanas S.A..

## História

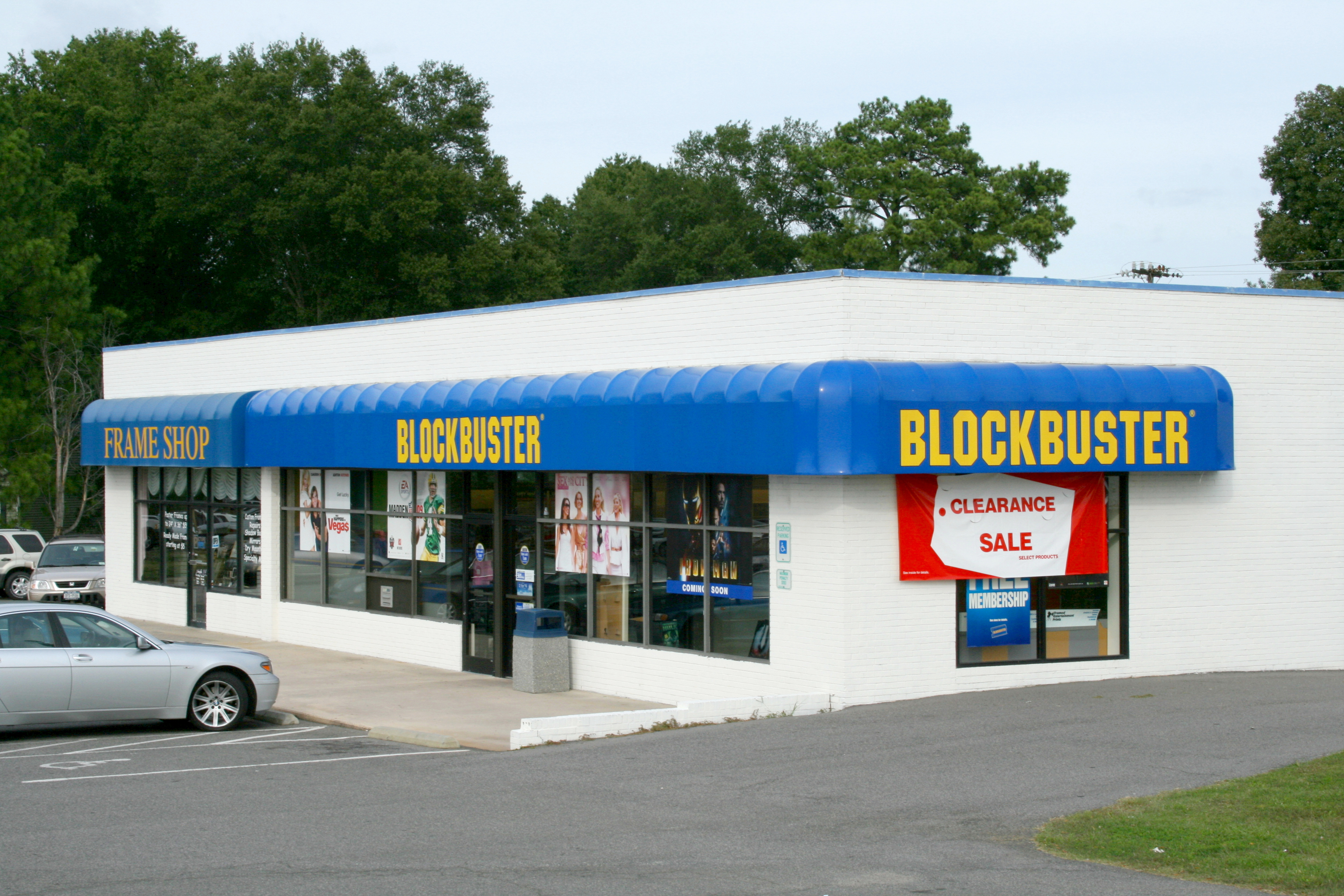
Locadora da Blockbuster.

A Blockbuster Entertainment Company começou como Blockbuster Video em Dallas, Texas em 19 de outubro de 1985, fundada pelo jovem David P. Cook. Cook fez o negócio crescer e o tornou público antes de passar a administração para Joe Mitchell, CEO, que rapidamente transformou o negócio em uma corporação bilionária. Foi vendida para a Viacom em 1994 por US$ 8,4 bilhões. Na década de 1990, a Blockbuster comprou a rival britânica Ritz Video. Em 1996, a Blockbuster Entertainment Corporation foi renomeada para simplesmente Blockbuster, Inc. e as lojas de varejo para Blockbuster.
A Blockbuster acumulou prejuízos nos últimos anos que esteve em atividades. Em Dezembro de 2004, anunciou a vontade de fazer um takeover da Hollywood Video, sua maior concorrente americana, mas o negócio não prosperou. Em fevereiro de 2006, a empresa tinha um valor de mercado de quase US$ 500 milhões. Em 2007, a rede operava em 26 países e contava com oito mil lojas e mais de 70 milhões de associados.
Em 23 de setembro de 2010, a empresa pediu concordata no Tribunal de Concordatas de Manhattan. Em 6 de abril de 2011 a Dish Network arrematou a Blockbuster LLC, em um leilão de falência em Nova York, concordando em pagar 322 milhões de dólares e assumir US $ 87 milhões em passivos e outras obrigações para a empresa de locação de vídeos em todo o país.
Em 6 de novembro de 2013, foi anunciado que as restantes 300 lojas próprias (de propriedade da DISH Network) iriam fechar (embora 12 lojas franqueadas permaneceram abertas após a falência nos EUA.). O crescimento de serviços de aluguel de filmes online como Netflix e o iTunes (da Apple) foram um dos fatores apontados como causa dos prejuízos e da inevitável falência. Em 12 de janeiro de 2014, fechou as últimas lojas corporativas da antiga rede.
Em 2020, a única loja ainda em atividade da rede fica na cidade de Bend, Óregon. Segundo a gerente, a mesma pretende continuar aberta até que ainda seja possível pagar os salários dos funcionários. A população local tem o hábito de frequentar o local, além de ter o recebimento de turistas quase todos os dias. A penúltima Blockbuster existente foi fechada em 7 de março de 2019, nos subúrbios de Perth, na Austrália.

## Blockbuster no Brasil

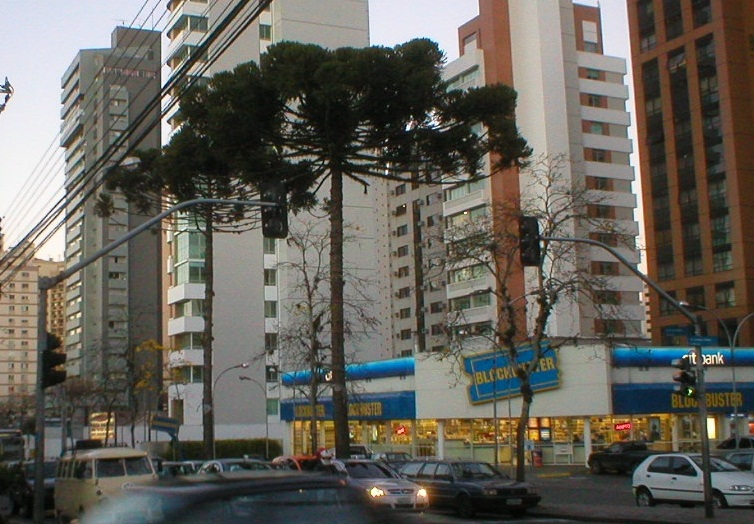
Blockbuster em Curitiba, 2007.

A primeira filial da empresa no país foi inaugurada em 1995 no Itaim Bibi, bairro de classe alta da Zona Oeste de São Paulo. Nos anos seguintes, ela foi se espalhando por diversas cidades brasileiras, até se tornar a maior rede de locação de filmes no país.
Em 2003, a rede decidiu lançar um programa de relacionamento dirigido a crianças entre 3 e 12 anos de idade chamado "Turma do Sofá". O programa consistia em dar benefícios exclusivos para as crianças que se cadastrassem, dentre eles uma carteirinha ilustrada com o personagem "Sofazinho", uma locação gratuita todo dia 12 e diversos brindes temáticos como calendários, chaveiros e balões. Em apenas 1 ano de programa, a empresa contabilizava um total de 120 mil crianças cadastradas, além de um aumento de 43,09% na locação de filmes infantis e o crescimento de mais de 100% das visitas no dia 12 de cada mês.
Em 2007, as Lojas Americanas iniciou o processo de compra dos direitos da Blockbuster no Brasil. Na época, a rede contava com 1,2 milhão de pessoas cadastradas, 330 mil clientes ativos e 1200 funcionários por todo o território nacional. De início, o nome Blockbuster foi mantido junto com o formato de aluguel de DVDs, videogames e VHS. Porém, aos poucos as lojas foram sendo moldadas para o formato Americanas Express. Em poucos anos, o nome Blockbuster deixou de ser usado e a locação de filmes e jogos foi deixada de lado. Em 2015, a Lojas Americanas passou a efetuar a desvinculação da seção Blockbuster das Americanas Express, tendo fim em meados de 2017, quando já não havia mais lojas Blockbuster no Brasil, restando somente as Máquinas de Cinema. Porém, algumas Lojas Americanas ainda permitem somente a compra de DVDs, mas, sem relação com a marca Blockbuster.
A Americanas também utilizou o nome e a marca Blockbuster para criar a Máquina de Cinema, uma selling machine criada em 2012 capaz de efetuar aluguel e locação de DVDs, blu-rays e games de forma automatizada usando o sistema de créditos e pontos clássicos da Blockbuster. Estava presente na grande parte das Americanas Express do Rio de Janeiro e Niterói. Entretanto, no final de 2016 elas foram desativadas e o site foi tirado do ar. A desativação da mesma trouxe controvérsias, contendo várias reclamações por parte dos consumidores pelo fato dos créditos que os mesmos possuíam em suas contas simplesmente foram excluídos após o desligamento dos sistemas Blockbuster nas lojas.

## Blockbuster em Portugal
A Blockbuster chegou a Portugal na década de 1990, tendo a sua primeira loja sido localizada em Lisboa, na zona das Amoreiras. Chegou a ter 27 lojas em todo o país. Em 2010, a Blockbuster Portugal deu entrada em tribunal com um processo de insolvência e com o risco de deixar no desemprego mais de 100 trabalhadores. E, no mesmo ano, confirmaram o encerramento de todas as lojas do país.